# 海利勒·伊本·艾哈邁德
阿布·阿卜杜勒-拉赫曼·哈利勒·伊本·艾哈邁德·法拉希迪（阿拉伯语：‎，；718年—786年或791年）或者譯為海利勒·伊本·艾哈邁德，本名海利勒，又常被稱為法拉希迪（英語：Al-Farahidi），是阿拉伯倭马亚王朝到阿拔斯王朝時期的語言學家。他著的《艾因書》被認為是第一本阿拉伯语詞典。他還改進了阿拉伯文字元音標記，創立了至今仍在使用的書寫標準；創造了阿拉伯詩歌韻律；對音樂學也有貢獻。

## 經歷
海利勒出生於阿拉伯半島東南的亞茲德人部落，後來移居到巴士拉成長。
他的逝世年份有786年和791年兩種記載，傳說他在專心思考時撞到了清真寺的柱子上摔倒，而產生了致命的跌傷。

## 作品
著作除《艾因書》外，還有《施事論》、《虛詞含義》、《韻律學》等